# Inge Sievers

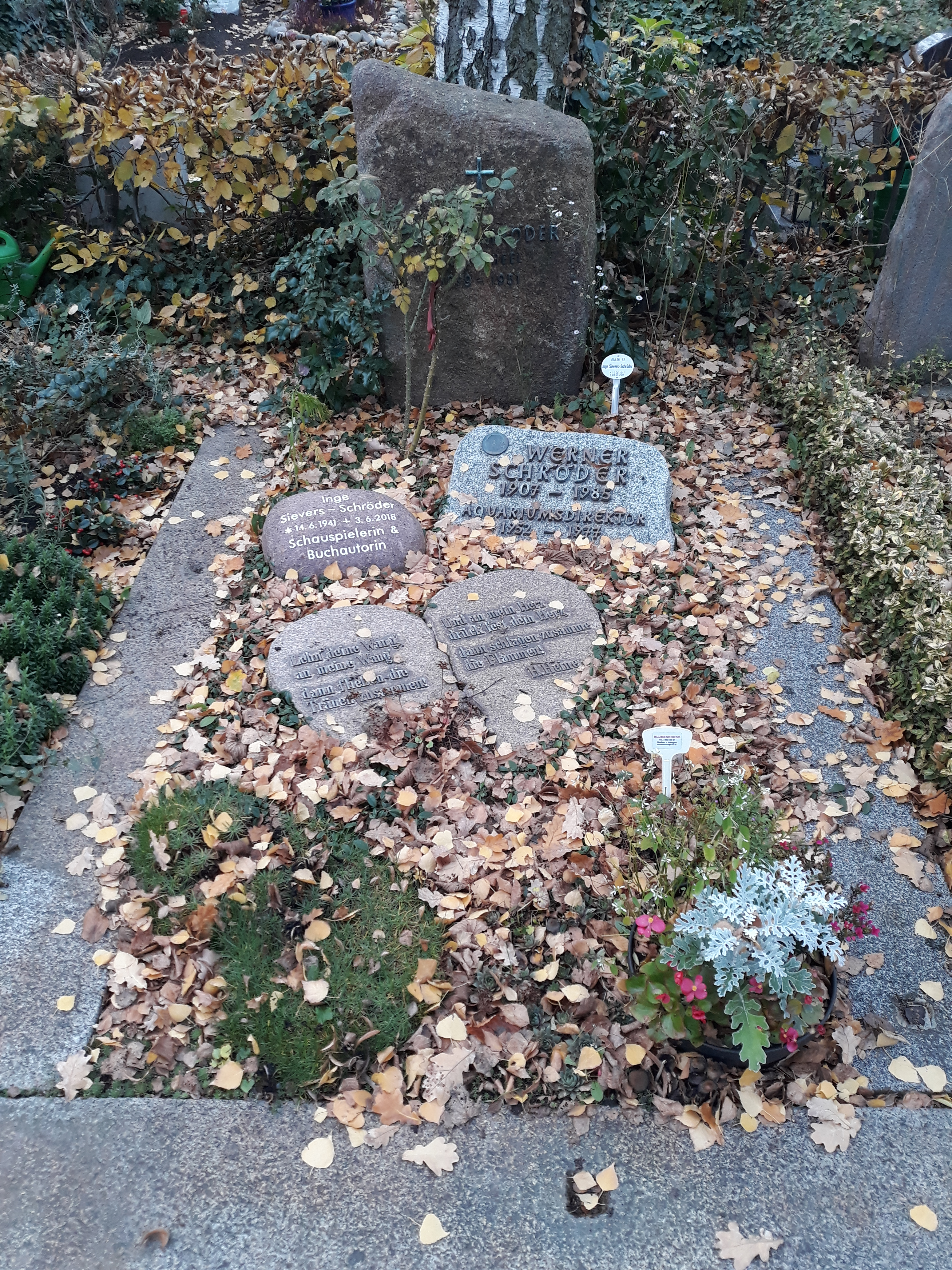
Das Grab von Inge Sievers im Familiengrab ihres Ehemannes Werner Schröder auf dem Friedhof Schöneberg III in Berlin.

Inge Sievers (* 14. Juni 1941 in Hamburg; † 3. Juni 2018 in Berlin; auch bekannt als Inge Sievers-Schröder) war eine deutsche Schauspielerin und Autorin.

## Leben und Wirken
Die Witwe des ehemaligen Berliner Aquariumschefs Werner Schröder hatte Engagements in Hamburg, Bremen und Berlin und trat u. a. bei den Ruhrfestspielen in Recklinghausen auf. Einen ihrer ersten Auftritte vor der Kamera hatte sie 1967 in der Edgar-Wallace-Verfilmung Der Mönch mit der Peitsche. Es folgten vor allem Serienrollen, so z. B. in Gertrud Stranitzki und Algebra um Acht. Zuletzt war sie 1999 in der Literaturverfilmung Sturmzeit, einem fünfteiligen Fernsehfilm des ZDF, präsent.
Sie betätigte sich auch als Autorin, z. B. 2005 für das Kinderbuch Ein Frosch in der Badewanne oder durch das 2012 erschienene belletristische Werk Elbtunnel unter Wasser – Erinnerungen an eine Kindheit, in welchem sie über ihre Erlebnisse während des und nach dem Krieg berichtet.
Sie gab nach dem Tod ihres Mannes (1987) Zum Abschied ein Krokodil. Mein Leben für das Berliner Aquarium. Erinnerungen. heraus.
Im Juli 2013 gründete Sievers die Werner Schröder-Stiftung mit dem Ziel, naturwissenschaftliche Schulprojekte zu fördern und Opfern von Gewalttaten zu helfen.
Inge Sievers starb am 3. Juni 2018 und wurde auf dem Friedhof Friedenau beigesetzt.

## Filmografie
- 1967: Der Mönch mit der Peitsche
- 1966–1968: Gertrud Stranitzki (Fernsehserie, 13 Folgen)
- 1968: Finke & Co.
- 1969: Ida Rogalski (Fernsehserie)
- 1969: Die Rückkehr (TV)
- 1971: Die Unverbesserlichen
- 1972: Algebra um acht: Der zweite Weg
- 1973: Job nach Noten
- 1973: Peter ist der Boss
- 1974: Hamburg Transit: Das Interview
- 1975: Kommissariat IX: Guten Appetit[4]
- 1976: Krawatten für Olympia
- 1976: Ein neuer Start
- 1976: Tatort – Transit ins Jenseits
- 1977: Tagebuch eines Liebenden
- 1978: Ein Mann will nach oben
- 1997: Neues aus Büttenwarder
- 1998: "Am liebsten Marlene": Glaube, Hoffnung, Liebe
- 1999: Sturmzeit: Teil 3

## Veröffentlichungen
- 1991: Werner Schröder: Zum Abschied ein Krokodil. Mein Leben für das Berliner Aquarium. Erinnerungen. Ullstein-Verlag, ISBN 3548348629. (Herausgeberin)
- 2005: Ein Frosch in der Badewanne, Anúra-Verlag, ISBN 3-00-016952-0.
- 2012: Elbtunnel unter Wasser : Erinnerungen an eine Kindheit / Inge Sievers, Westkreuz-Verlag, ISBN 978-3-943755-02-2